# A Midwinter Night's Dream
A Midwinter Night's Dream é um álbum de estúdio da cantora e compositora canadense Loreena McKennitt, lançado em 2008.
| Críticas profissionais                                                      | Críticas profissionais |
| Avaliações da crítica                                                       | Avaliações da crítica  |
| Fonte                                                                       | Avaliação              |
| --------------------------------------------------------------------------- | ---------------------- |
| About.com                                                                   | [ 2 ]                  |
| Allmusic                                                                    | [ 3 ]                  |
| Esta tabela precisa de ser acompanhada por texto em prosa. Consulte o guia. |                        |

## Faixas
1. "The Holly and the Ivy" - 4:49 (Tradicional /Loreena McKennitt)
2. "Bring a Torch, Jeanette, Isabella" - 3:06 (Tradicional)
3. "Star of the County Down" - 4:34 (Tradicional)
4. "Noël Nouvelet!" - 5:11 (Tradicional)
5. "Good King Wenceslas" - 3:16 (John Mason Neale)
6. "Coventry Carol" - 2:18 (Tradicional - arranjada por Loreena McKennitt)
7. "God Rest Ye Merry, Gentlemen" (Abdelli version) - 7:19 (Tradicional - arranjada por Loreena McKennitt)
8. "Snow" - 5:05 (Archibald Lampman /Loreena McKennitt)
9. "Breton Carol"  - 3:30 (Tradicional)
10. "Seeds of Love" - 4:54 (Tradicional / Loreena McKennitt)
11. "Gloucestershire Wassail" - 2:39 (Tradicional)
12. "Emmanuel" - 4:55 (Tradicional)
13. "In the Bleak Midwinter" - 2:43 (Gustav Holst)

## Desempenho nas paradas
| Paradas (2008)         | Melhor posição |
| ---------------------- | -------------- |
| Billboard 200          | 140            |
| Top Canadian Albums    | 12             |
| Top Internet Albums    | 140            |
| Top World Music Albums | 1              |
| Top Holiday Albums     | 16             |